# Il fiore dell'agave
Il fiore dell'agave è il terzo album discografico del gruppo musicale Santo Niente, pubblicato nel 2005.

## Il disco
L'album viene pubblicato poco dopo l'EP Occhiali scuri al mattino e segna il ritorno della band dopo diversi anni. Nel 1999, infatti, il frontman del gruppo Umberto Palazzo aveva imposto uno stop all'attività del gruppo. 
La formazione del gruppo è totalmente rinnovata rispetto ai precedenti dischi, eccezion fatta per Palazzo.
Per quanto riguarda la produzione, il gruppo per questo disco si è affidato ad un progetto a basso costo: il disco è stato registrato in presa diretta sotto la supervisione di Fabio Magistrali (già collaboratore di Marta Sui Tubi e Bugo).

## Tracce
1. Luna viola
2. Spirituale
3. Prima della caduta
4. Nuove cicatrici
5. Facce di nylon
6. Occhiali scuri al mattino
7. Candele
8. Le superscimmie
9. Santuario
10. L'attesa
11. Aloha

## Formazione
- Umberto Palazzo - voce, chitarra
- Raffaele Zappalorto - basso
- Alessio D'Onofrio - chitarra
- Gino Russo - batteria